# Black Mesa (mod)
Pour les articles homonymes, voir Black Mesa.
Black Mesa ou BMS (à l'origine Black Mesa: Source), et écrit BLλCK MESAS par les auteurs, est un mod sorti le 14 septembre 2012, fait à partir du moteur de Half-Life 2, le moteur Source (version 2007), et recréant entièrement le jeu Half-Life sous ledit moteur (contrairement à Half-Life: Source fondé sur le moteur Source de 2004 qui se contentait de reprendre les maps du jeu d'origine). Le jeu est disponible actuellement en deux versions. Une version gratuite utilisant le moteur Source (version 2013) et la version Steam payante utilisant une nouvelle version du moteur Source.
Initialement, ce mod se nommait Black Mesa: Source, mais à la suite d'une demande de Valve Corporation, l'appellation Source fut retirée. Ce changement n'empêcha pas néanmoins des joueurs de continuer de l'appeler Black Mesa: Source. Pour preuve, le diminutif du jeu resta BMS tandis que les développeurs gardèrent le S du mot Source dans leur nouveau logo. Le jeu porte ce nom du fait que la majeure partie de l'histoire d'Half-Life se déroule dans le Centre de Recherche de Black Mesa.
La première partie solo de Black Mesa, allant du chapitre Arrivée à Black Mesa au chapitre Réacteur Lambda du jeu original, a été diffusée en téléchargement le 14 septembre 2012 sur le site du mod,. La deuxième partie, comportant les derniers chapitres se passant dans le monde frontière Xen de Half-Life a été mis en ligne le 6 mars 2020 sur la plateforme Steam sous la version 1.0.
La sortie du jeu sous Steam s'est faite le 5 mai 2015 en accès anticipé. La sortie de cette version comporte le jeu d’origine optimisé et également le mod multijoueur. La version gratuite continuera d'être mise à jour mais ne disposera pas de la deuxième partie "Xen".

## Le jeu
Il s'agit d'un FPS qui reprend et modernise le gameplay du premier Half-Life, tout en utilisant le moteur graphique de Half-Life 2, le Source Engine. De ce fait Black Mesa comprend également le moteur physique Havok, inclus à la base dans le moteur Source. Pour fonctionner, le jeu n'a besoin que du Source SDK base 2007, un kit de développement développé par Valve Software et qui peut maintenant s'obtenir gratuitement sur Steam. Le mod est techniquement totalement gratuit et ne nécessite qu'un compte Steam.
En plus de refaire les graphismes, le jeu revoit des choses défaillantes au niveau du gameplay du jeu original (les marines qui n'ont plus de munitions par exemple), l'ajout de phases d'énigmes inédites grâce à la physique du moteur source, ou bien purement esthétiques (zombies gardes de sécurité). Il retrace aussi des passages bien connus tout en y ajoutant de nouveaux éléments, les développeurs ont aussi refait les niveaux pour les rendre plus réalistes et grandioses afin que les joueurs expérimentés de Half-Life premier du nom rencontrent de nouvelles difficultés et évitent ainsi une progression trop rapide. Ceci permet une découverte ou une redécouverte, et un nouveau plaisir pour n'importe quel joueur, qu'il soit un vétéran de Half-Life ou un novice. Beaucoup se sont demandé où avaient été laissés le pied-de-biche et les autres armes…

### Scénario
L'histoire du jeu n'a eu aucun changement par rapport au jeu original, le Dr Gordon Freeman, le personnage du jeu que le joueur incarne, doit s'échapper du centre militaro-scientifique de Black Mesa qui se fait envahir par les créatures agressives venant du monde de Xen (où il ira plus tard une fois la mise à jour sortie, voir en bas de l'article sur les contenus supplémentaires du jeu) et plus tard par l'armée américaine, qui attaquera  le personnel de Black Mesa en plus des créatures.
Si le scénario n'a donc pas changé, on peut remarquer comment l'équipe de développement du mod a étoffé ce dernier. En effet, outre la rencontre des deux protagonistes célèbres de Half-Life 2, Eli Vance et Isaac Kleiner, le jeu dans la plus pure tradition de Valve nous permet d'en apprendre beaucoup plus sur l'univers du jeu, en écoutant ou en parlant avec les membres du Centre de Recherche de Black Mesa.
De plus, chaque phase scénaristique du jeu d'origine a été améliorée et étoffée par l'équipe du mod, ce qui permet au joueur de vraiment mieux saisir le contexte et les enjeux.

### Personnages
Le joueur incarne le Dr Gordon Freeman, comme c'était déjà le cas dans Half-Life.
Mais à la suite de l'enrichissement de l'univers de Half-Life, causé par ses extensions et ses suites, l'équipe a remanié le jeu en conséquence. Ainsi, comme c'était évoqué, le joueur rencontre également peu de temps avant l'expérience le Dr Eli Vance et le Dr Isaac Kleiner.
Le garde de sécurité Barney Calhoun est évoqué à plusieurs reprises par des membres du personnel de Black Mesa, et on le voit toujours lors du passage en tram, même si ce n'est pas son modèle qui est utilisé (vu que l'on ne le voit que de dos).
De la même manière, d'autres personnages de l'univers sont évoqués à travers les dialogues des PNJ, comme la famille du Dr Vance ou encore le Dr Gina Cross qui est l'une des deux scientifiques que l'on incarne dans Half-Life: Decay, et accessoirement celle qui servit de modèle à l'hologramme du Parcours d'obstacles de Black Mesa.
Et bien entendu, le G-Man est présent dans le jeu. Il apparaît à plusieurs endroits au cours de l'aventure, la plupart du temps aux mêmes endroits que ceux de Half-Life, même si on peut remarquer de nouveaux lieux d'apparition comme dans le chapitre « Une éthique douteuse ».

## Système de jeu
Similaire au premier Half-life, on peut cependant remarquer plusieurs modernisations inspirées des derniers FPS de Valve. Ainsi, par exemple, le Parcours d'obstacles de Black Mesa, initialement prévu pour être inclus dans le mod, a été annulé et remplacé par une aide contextuelle.
Ces changements ont de fait entraîné une modification dans la découverte des armes du jeu, pour inciter le joueur à découvrir le fonctionnement du jeu et les mécaniques de base. Un point notable est l'intégration dans le début du jeu des fusées éclairantes qui font office d'armes de substitution, en attendant que le joueur trouve sa première véritable arme. Le pistolet de même est trouvé un peu plus tard, tandis que le magnum prend la place du fusil à pompe. Tout ça dans le but encore une fois d'entraîner le joueur pendant qu'il découvre le jeu.
Le mod reprend également le concept des arènes, concept que l'on retrouve notamment dans le chapitre « Une éthique douteuse » où Gordon Freeman tombe dans une embuscade tendue par les militaires. Cette scène de jeu absente du jeu d'origine a été ajoutée pour augmenter l'action et de la difficulté du jeu, tout en permettant aux développeurs de développer le personnage de Gordon Freeman. En effet, la réaction de stupeur des scientifiques en voyant le carnage permet au joueur pour la première fois de réaliser que Gordon Freeman devient un combattant aguerri, alors qu'il n'était au départ qu'un simple scientifique comme les autres.
Ce principe d'arènes est repris à plusieurs moments du jeu, notamment lors du combat contre un hélicoptère. S'il était possible d'éviter le combat dans le jeu d'origine, ici ce combat est obligatoire pour avancer et est surtout bien plus dynamique que dans Half-Life.

### Options
Outre les modifications du gameplay, il existe également plusieurs options permettant aux joueurs de changer parfois la façon de jouer pendant le jeu. Il est à noter que plusieurs de ces options, pour le moment, ne semblent pas s'activer ou se désactiver correctement (c'est notamment le cas de la visée assistée). Voici les différentes options et leurs actions sur le mod :
- Enable Creature Gib ou Démembrement : Possibilité de démembrer la plupart des PNJ et ennemis rencontrés dans le jeu.
- Enable Always Run ou Toujours courir : Permet d'alterner entre le système de mouvement d' Half-Life et d' Half-Life 2 (et donc de courir ou non par défaut).
- Enable Auto-Aim ou Visée assistée : Assister le joueur lorsqu'il tire sur des ennemis.
- Enable Train Fail-Safe ou Arrêt auto du train : Arrêt automatique des trains de transport de marchandises si le joueur descend en cours de trajet sans l'arrêter.
- Enable Gluon Burn-Trail ou Traces du Canon à Gluon : Permet au joueur d'observer les traces de brûlures provoquées par la puissance du Canon à Gluon.
- Enable Houndeye Tinnitus ou Acouphène Houndeye : Effet de sifflement sonore qui se produit en résultat de l'onde de choc produit par le Houndeye, quand ce dernier attaque.
- Enable Weapon Fast Switch ou Changement rapide d'arme : Permet au joueur de rapidement changer d'arme ou de visualiser les armes avant de les sélectionner.
- Enable Iron-Sight ou Vue Viseur : Permet au joueur de voir à travers le viseur du 357 Magnum, ou à travers la lunette de l'arbalète.
- Enable Iron-Sight Sticky ou Vue Viseur maintenue : Détermine si le joueur doit maintenir enfoncée ou non la touche d'attaque secondaire, pour maintenir la vue viseur.
- Disable View Bob ou Balancement armes off : Effet de balancement des armes, du haut vers le bas, lors du déplacement du joueur. Peut rendre malade.
- View Roll ou Inclinaison Vue : Permet de plus ou moins définir un effet de balancement de la gauche vers la droite quand le joueur se déplace. Peut rendre malade.
- Enable DLight Manager ou Lumières Dynamiques LD : Présence de lumières dynamiques dans le jeu.
- Enable MuzzleFlash DLight ou LD Tir armes : Lumières dynamiques pour les armes lors des tirs.
- Enable Battery DLight ou LD Batteries : Lumières dynamiques pour les batteries de la combinaison HEV.
- Enable HUD Post Process ou Post Processing de l'ATH : Option permettant d'activer ou non un effet lumineux pour l'Afficheur Tête Haute (ATH).
- HUD Bloom ou Eclat de l'ATH : Permet de régler l'intensité lumineuse de l'ATH du joueur.
- Enable Chromatic Aberrati ou Aberration Chromatique : Effet d'écran permettant d'obtenir une image floue et aux contours irisés.
- Enable Noise Shader ou Bruits numériques : Présence de grésillements caractéristiques sur l'ATH, en présence de matériaux radioactifs.

## Bande sonore
Outre les modifications de gameplay et le changement de moteur, le jeu bénéficie également d'une toute nouvelle bande sonore, ce qui comprend les voix et les musiques.

### Bande originale (BO)
Les musiques du jeu ont été réalisées par Joel Nielsen et ont été publiées de façon indépendante le 2 septembre 2012. Cette BO comprend près de trente musiques pour près d'une heure de bande audio. La BO peut être téléchargée gratuitement sur le site du mod. Notez que certaines musiques n'ont pas été incluses dans le mod (*). Voici la liste des musiques :
- 01. Anomalous Materials
- 02. Apprehension (Mesa Remix)
- 03. Blast Pit 1
- 04. Blast Pit 2 (Mesa Remix)
- 05. Blast Pit 3
- 06. End Credits Part 1
- 07. End Credits Part 2
- 08. Forget About Freeman
- 09. Inbound Part 1
- 10. Inbound Part 2
- 11. Inbound Part 3
- 12. Lambda Core
- 13. Office Complex (Mesa Remix)
- 14. On a Rail 1
- 15. On a Rail 2
- 16. Power Up
- 17. Questionable Ethics 1
- 18. Questionable Ethics 2
- 19. Residue Processing
- 20. Surface Tension 1
- 21. Surface Tension 2
- 22. Surface Tension 3
- 23. Surface Tension 4
- 24. Unforeseen Consequences
- 25. We've Got Hostiles
- 26. Black Mesa Theme (Mesa Remix)
- 27. Black Mesa Theme (*)
- 28. Apprehension (*)
- 29. Blast Pit 2 (*)
- 30. Office Complex (* : seulement dans la version Steam)

### Doublage et traduction
Le jeu a également bénéficié d'un nouveau doublage anglais intégral, à l'exception de la voix de la combinaison HEV, voix conservée par choix des développeurs. Notez que certains doublages ont été retirés du jeu par choix des développeurs (*), notamment le doublage de la voix de la combinaison de protection en environnement hostile et la voix de Gina Cross pour le parcours d'obstacles de Black Mesa. Les voix sont les suivantes :
- Adam Dravean ou dravean : Nihilanth, HECU Marines
- Cris Mertens ou Valo118 : HECU Marines, Système VOX (après la résonance en chaîne)
- Kevin Sisk ou Debeerguy007 : Dr Eli Vance, Barney Calhoun, G-Man, Garde de sécurité
- Lurana Hillard : Scientifique de sexe féminin
- Mike Hillard ou CornetTheory : Dr Isaac Kleiner, Scientifique
- Victoria Teunissen ou CatzEyes93 : Annonces du tram, Assassin Black Ops, Système VOX (avant la résonance en chaîne), Combinaison HEV (*), Dr Gina Cross (*)

Comme il n'existe qu'un seul doublage pour le jeu, celui-ci a été traduit au niveau des textes et de l'interface en de nombreuses langues, y compris le français. La VOSTFR officielle de Black Mesa est parue le 21 janvier 2013 et fut réalisée par l'équipe suivante :
- Edouard Benauw ou Hackatosh
- Maurice Berne ou Nekoid
- Alexy Duhamel ou Tikuf
- Guillaume Fortunier ou Troufiniou
- Martin Lenglet ou Ulrik
- Jérémie Meyer ou coolman756
- Christophe Minet ou DeanR01
- Olivier Mouren ou OLIX
- Johan Nagy ou Lerenwe
- Alexandre O. ou Alex156000
- Nicolas Schiena ou R4ptou
- Merrick Simms ou MerrickSimms

(Notez qu'il existe une VOSTFR non officielle — réalisée par une autre équipe — parue en décembre 2012)

## Historique du développement
Le développement de Black Mesa aura duré pas loin de 8 ans entre l'annonce de son développement en janvier 2005, à la suite du rapprochement de deux équipes, et la sortie de la première partie du jeux mi septembre 2012. Cette durée est justifiée par le perfectionnisme dont ont fait preuve les auteurs mais aussi par les différents problèmes rencontrés lors de l'élaboration du jeu.
En effet différent crashs du forum officiel du jeu ont eu lieu en 2005 et 2007 ainsi qu'un piratage en 2006. En 2008 c'est le moteur du jeu qui dû être mis à jour à la version Orange Box du moteur Source pour pouvoir continuer de fonctionner. Enfin en 2009 le serveur web hébergeant le site et le forum souffrit d'une panne matérielle.
Fin 2008 une vidéo présentant des séquences du jeu annonçait l'année 2009 comme année de sortie mais cette date ne fut pas respectée. Début 2010 il est annoncé que le mode Coopératif du jeu est abandonné pour recentrer le développement sur la partie Solo et Deathmatch de celui-ci.
Enfin, en septembre 2012, la bande son du jeu est publiée suivie quelques jours plus tard de la première partie du jeu. La seconde partie du jeu et son Deathmatch devrait sortir fin 2013 avec cette fois une publication en parallèle sur Steam, à la suite de l'approbation de Valve sur l'ajout du jeu sur leur plateforme, résultant du vote de la communauté sur Steam Greenlight,,.
À la suite de la sortie du mod et de son succès, son intégration sur Steam est ensuite approuvée par Valve à la suite du vote de la communauté sur Steam Greenlight,,. Il est à noter que l'ajout sur Steam permettra également la parution de nouvelles traductions et la correction de nombreux bugs déjà rapportés.
Le 5 mai 2015, Black Mesa est paru sur Steam en accès anticipé au prix de 19,99 €.

## Réception à la sortie du jeu
Le jeu a plutôt été bien reçu dès sa sortie par les joueurs, qu'ils soient fans de la série Half-Life ou non. Des bugs et certains aspects assez différents par rapport au jeu original ont été remarqués, mais le jeu a eu un bon effet sur les joueurs.
Au 28 mars 2024, Le jeu a un score de 84 sur MetaCritic ainsi qu'une évaluation globale des utilisateurs de Steam très positives.

## Contenus supplémentaires prévus
Si Black Mesa est sorti le 14 septembre 2012, le jeu est encore inachevé par plusieurs aspects. Voici un petit résumé des choses prévues pour l'avenir.
Tout d’abord, le jeu n'est pas terminé. Les chapitres 15 à 19 où l'aventure se déroule dans le monde frontière Xen ne sont pas encore inclus. Ces chapitres sont en cours de développement et devaient originellement être intégrés été 2017, sous forme d'une mise à jour. La raison du retard est que les développeurs voulaient avoir plus de temps pour mieux retranscrire avec le moteur le monde Xen. Monde qui est de loin l'aspect technique le plus complexe à réaliser. Les développeurs ont aussi exprimé la volonté d'offrir une aventure sur Xen plus longue que celle d'Half-Life. Le jeu se terminait donc au chapitre 14.
En mai 2015, les développeurs ont annoncé que la mise à jour contenant les chapitres Xen ne sera disponible que sur la version Steam du jeu, pas sur la version gratuite qui utilise une version du moteur Source plus ancienne.
Un patch pour corriger les bugs rencontrés par les joueurs est également prévu, ainsi que pour ajouter de nouvelles langues pour les sous-titres (dont la VOSTFR).
Si le mod coopération semble avoir été définitivement abandonné, le mod deathmatch en multijoueurs est disponible sur la version Steam du jeu.
À noter que le chapitre Tension en surface (Surface Tension) n'était disponible que partiellement au lancement du jeu, les trois cartes (C2A5G, C2A5H et C2A5I) ne seront rajoutées que le 15 mai 2016 sous la forme d'une mise à jour pour les joueurs Steam.
Le 22 décembre 2016, l'équipe du jeu publie une première image de ce que sera Xen ; les développeurs indiquent leur volonté de créer une expérience amusante et cohérente à la fois et qui reste fidèle au mod original en matière de mécanique de jeu, cohésion et progression. Ils souhaitent ainsi faire de Xen une expérience qui soit nouvelle et en même temps familière aux vétérans du premier Half-Life,.
Le 20 juin 2017, les développeur repoussent encore une fois la sortie de Xen pour décembre 2017 et affirment que cette date serait définitive. Hormis cette annonce ayant déçu les fans, l'équipe du jeu a tout de même publié l'avancement qu'ils ont effectué sur cette partie du jeu avec notamment des images en jeu ainsi que des comparaisons de taille des cartes par rapport à Half-Life. L'implantation d'un nouveau système d'éclairage dynamique, la correction des couleurs du jeu et la correction de la manière dont les soldats tiennent leurs armes sont également annoncés,.
Le 24 novembre 2017, Un post est publié indiquant que la sortie de la fin du jeu est de nouveau repoussée à une date cette fois-ci inconnue, l'équipe du jeu n'arrivant pas à maintenir les délais tout en fournissant un contenu de qualité. Dans le reste du post, les développeurs nous montrent leurs progressions sur le dernier chapitre avec deux nouveaux concept art, Un nouveau système de lens flares, de nouveaux exemples d'utilisation de la lumière dynamique, l'ajout de lumière d'ambiance basé sur une image, amélioration des rayons du soleil, du rayonnement des lumières,.
Le 24 décembre 2017, Une mise à jour en beta est mise à disposition de la communauté, elle inclut les améliorations citées plus haut ainsi que des corrections de bugs. Le but était de préparer le jeu et les joueurs à la sortie de Xen en réduisant un maximum les bugs avant le lancement tout en testant le moteur du jeu. Cette mise à jour est disponible pour tout le monde le 30 avril.
Le 1er avril 2018, les développeurs font un poisson d'avril à la communauté avant de faire un réel post quelques jours plus tard avec les progrès apportés à Xen, celui-ci est désormais jouable du début à la fin, l'équipe se concentre sur les tests et la résolution de bugs.
Le 19 novembre 2018, un trailer officiel de Xen est publié, présentant l'arrivée très prochaine des derniers chapitres sur Steam. 
Le 1er août 2019, une version bêta des trois premières cartes est ainsi proposée sur Steam. Attendant le retour de la communauté sur l'expérience de jeu et les éventuels bugs, une version bêta intégrale de Xen sera rendue disponible à l'avenir, suivie encore plus tard de la version finale et officielle.